# GTLS (zdroj světla)
GTLS (gaseous tritium light source) je energeticky nezávislý a bezúdržbový zdroj slabého světla fungující na principu radioluminiscence. Jedná se o malou uzavřenou trubičku z borosilikátového skla, v které se nachází tritium v plynné formě. Tritium je radioaktivní izotop vodíku – slabý beta zářič. Na vnitřní stěně trubičky je nanesen luminofor, který při dopadu záření z tritia vydává slabé viditelné světlo. Poločas rozpadu tritia je asi 12 let, z toho vyplývá, že zdroj GTLS svítí použitelnou intenzitou více než 10 let.

## Využití

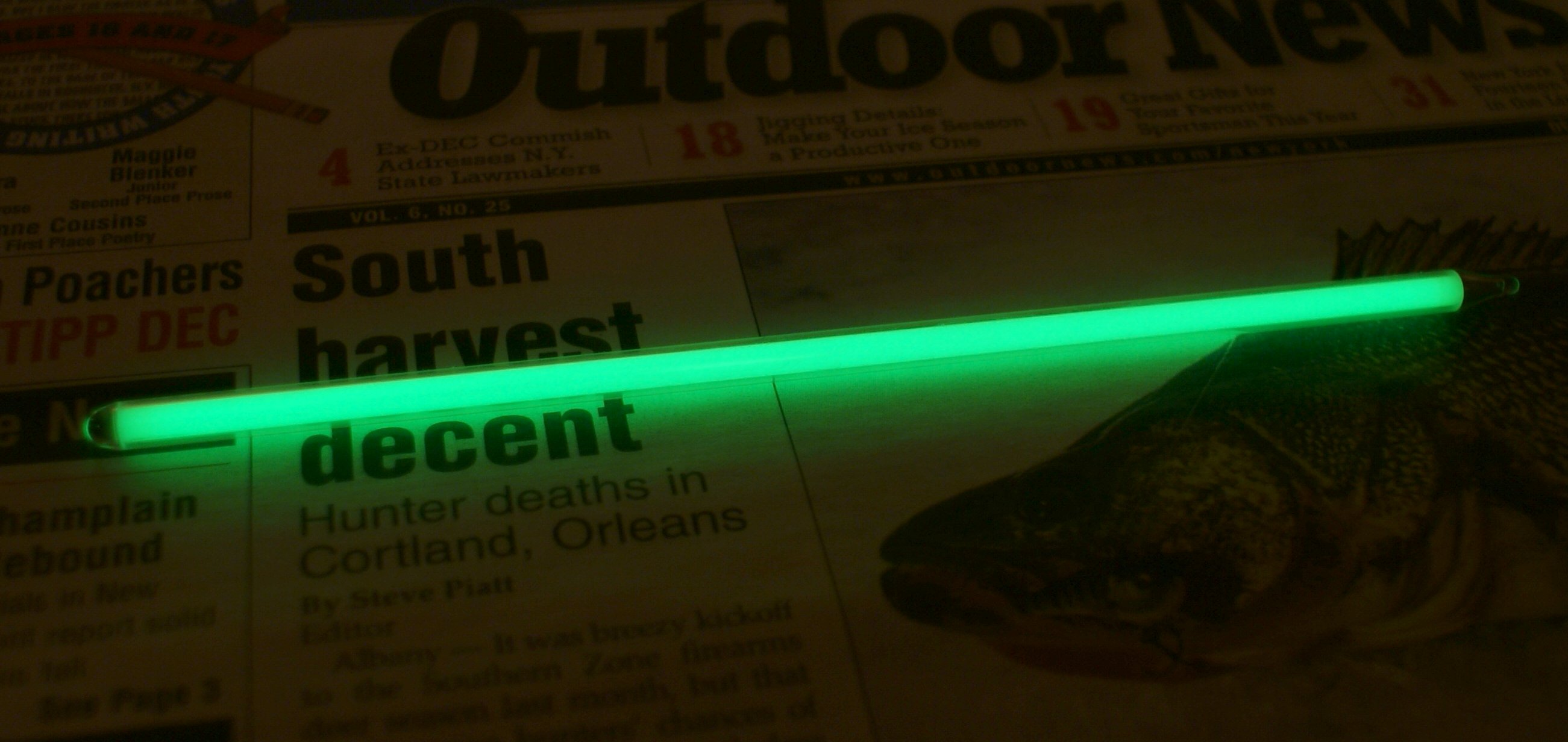
Velký zdroj GTLS se zeleným světlem

Zdroje GTLS se využívají v armádě do mířidel, jako značkovače, jako nouzový nebo orientační zdroj světla, atp. Dále se vyrábějí svítící přívěsky na klíče s GTLS různých velikostí a barev světla. Nejúčinnější je zelený luminofor, proto jsou zelené GTLS nejčastější, ale existují různé barvy včetně bílé.

## Bezpečnost
Používání GTLS za normálních podmínek nepředstavuje žádné riziko, nebezpečný nebývá ani únik tritia z kapsle. Záření tritia pohltí již vzdálenost 6 mm ve vzduchu. Určité zdravotní riziko tedy hrozí pouze při požití nebo styku s pokožkou. Zdroje GTLS se většinou neprodávají ve výchozí podobě (samotná kapsle), ale bývají zataveny v průhledném plastu, tudíž riziko rozbití kapsle je malé a ani případné požití by nemělo být nebezpečné.